# Карин, Вячеслав
Вячеслав Карин (эст. Vjatšeslav Karin; 8 марта 1970, Силламяэ) — советский и эстонский футболист, полузащитник.

## Биография
На старте карьеры играл за клубы чемпионата Эстонской ССР среди КФК «Звезда» (Таллин) и ЭП (Йыхви), а также провёл один матч в чемпионате Прибалтики за «Спорт» (Таллин).
После распада СССР выступал в независимом чемпионате Эстонии. Весной 1992 года играл за «Нарва-Транс». Летом того же года вернулся в ЭП, где провёл полтора сезона, в сезоне 1992/93 его клуб финишировал четвёртым в чемпионате и дошёл до полуфинала Кубка Эстонии. В начале 1994 года играл за «Норму» (Таллин) в Кубке Содружества, однако не остался в клубе и перед возобновлением чемпионата страны перешёл в «Транс». С нарвским клубом в сезоне 1993/94 стал финалистом Кубка Эстонии, а в сезоне 1994/95 — бронзовым призёром чемпионата страны.
О выступлениях во второй половине 1990-х годов сведений нет[уточнить]. В 2000-е годы выступал за «Калев» (Силламяэ) в первой и второй лигах Эстонии. Осенью 2002 года сыграл 4 матча в высшем дивизионе за аутсайдера — «Лоотус» (Кохтла-Ярве), на следующий год играл за этот же клуб в первой лиге.
Всего в высшем дивизионе Эстонии провёл 85 матчей и забил 16 голов.
После окончания карьеры выступал за команду ветеранов «Дина» (Силламяэ).

## Личная жизнь
Брат Константин (род. 1973) также футболист.